# Pectinodon

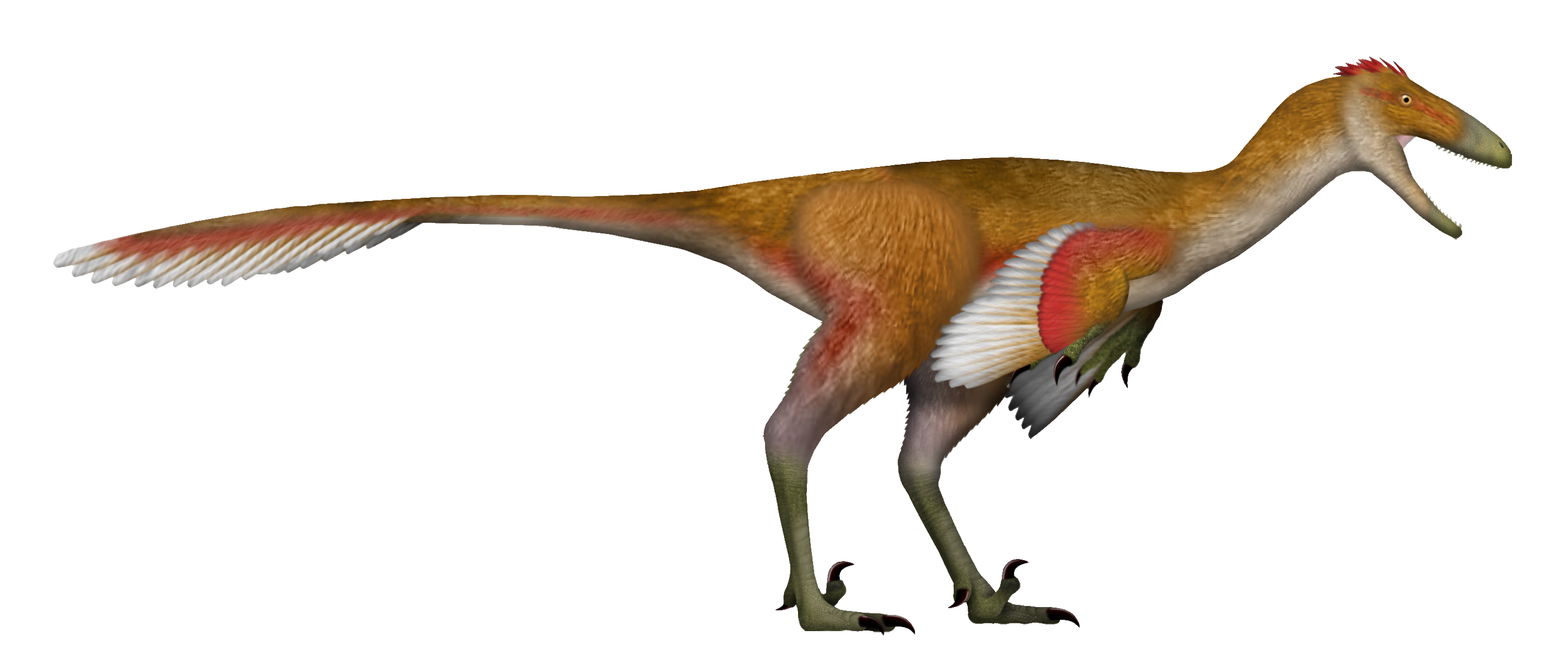
Художнє представлення

Pectinodon — рід тероподових динозаврів троодонтид кінця маастрихтського періоду пізньої крейди (66 млн років). Наразі він містить єдиний дійсний вид, Pectinodon bakkeri (іноді класифікується як Troodon bakkeri), відомий лише на основі викопних зубів.
У 1982 році Кеннет Карпентер назвав низку зубів теропод із пізньої маастрихтської формації Ланс у Вайомінгу типовим видом Pectinodon bakkeri. Родова назва походить від латинського слова pecten, що означає «гребінець», і грецького слова ὀδών, odon, що означає «зуб», у зв’язку з гребінчастими зубцями на задньому краї зубців. Видова назва на честь відомого палеонтолога Роберта Томаса Баккера.
Голотип, UCM 38445, складається з дорослого зуба довжиною 6,2 мм. Паратипами є три зуби молодої особи.
У 1985 році Лев Несов назвав другий вид, Pectinodon asiamericanus, на основі зразка CCMGE 49/12176, зуба з Ходжакульської формації в Узбекистані, що датується сеноманським віком. Сьогодні таксон часто вважають nomen dubium.
Хоча історично вважався синонімом Troodon або, точніше, виду Troodon formosus, Філіп Каррі та його колеги (1990) відзначили, що скам’янілості P. bakkeri з формації Гелл-Крік і формації Ланс можуть належати до різних видів. У 1991 році Джордж Ольшевський відніс скам'янілості формації Ланс до виду Troodon bakkeri. У 2011 році Занно та його колеги розглянули заплутану історію класифікації троодонтидів у пізньому крейдяному періоді Північної Америки. Вони слідували за Longrich (2008) у розгляді Pectinodon bakkeri як дійсного роду і зазначив, що, ймовірно, численні пізньокрейдяні зразки, які зараз віднесені до Troodon formosus, майже напевно представляють численні нові види, але потрібен більш ретельний огляд зразків.
У 2013 році Керрі та Дерек Ларсон прийшли до висновку, що Pectinodon bakkeri є дійсним і його зуби можна знайти як у формації Ланс, так і в сучасній до неї формації Гелл-Крік. Деякі зуби з давнішої формації парку динозаврів Кампанії не можна було статистично відрізнити від них, ймовірно, через недостатньо велику вибірку, і їх віднесли до Pectinodon.